# Jack Tegestam
Jack Arvid Henry Tegestam, född 10 september 1919 i Stora Kopparbergs församling i Kopparbergs län, död 24 mars 2004 i Folkärna församling i Dalarnas län, var en svensk kanslichef.
Jack Tegestam var son till maskinisten C.A. Tegestam och Emy Johansson. Han avlade studentexamen 1939 och diplomerades från Socialinstitutet i Stockholm (DSI) 1942. Han blev kommunkassör i Gamleby 1943, revisor i familjebidragsnämnden i Uppsala län 1944, stadskassör i Strömstads stad 1946 och kommunalkamrer i Grums köping 1947. Han kom sedan till Avesta stad, där han blev stadskamrerare 1951 och var kanslichef från 1967.
Han gifte sig 1945 med Elsa Sundgren (1919–2003), omgift Mattsson. De fick två barn. Andra gången gifte han sig 1956 med musikern Eva Engdahl (1924–2018).